# 479
Năm 479 là một năm trong lịch Julius.